# Assault Rigs
Assault Rigs è un videogioco d'azione del 1996 sviluppato da Psygnosis per PlayStation e MS-DOS. Il gioco ha ricevuto nel 1997 una conversione per Sega Saturn distribuita esclusivamente in Giappone.

## Modalità di gioco
Ispirato a Tron, il videogioco ricorda una versione tridimensionale di Combat.